# Schmetterlinge
Pour le film, voir Schmetterlinge (film).
Les Schmetterlinge (en français : Papillons) est un groupe autrichien.

## Histoire
Les Schmetterlinge se forment à Vienne en 1969. En 1970, Brigitte Schuster quitte le groupe, remplacée l'année suivante par Pippa Armstrong. En 1973, Fredi Rubatschek part et est remplacé par Herbert Tampier. En 1976, Beatrix Neundlinger devient finalement la voix féminine du groupe. Par ailleurs, Günther Großlercher, le guitariste, devient aussi le manager du groupe et organise des concerts dans sa salle, le Saalton.
En 1977 paraît Proletenpassion, dans lequel le groupe fait paraître son engagement politique par les textes de Heinz Rudolf Unger qui s'inspirent des questions politiques du XVIe siècle au XXe siècle.
Les Schmetterlinge représentent l'Autriche au Concours Eurovision de la chanson 1977 avec la chanson Boom Boom Boomerang. La chanson écrite par Lukas Resetarits est une satire de l'industrie du disque. Elle termine à l'avant-dernière place.
L'album Herbstreise paru en 1979 est sans doute le plus politique et le plus sophistiqué du groupe. Il parle de l'Allemagne, de l'ambiance que crée la RAF, du Berufsverbot, de l'émancipation, des anciens nazis au pouvoir, du mouvement anti-nucléaire et de la semaine de 35 heures. Le titre fait référence aux manifestations de l'Automne allemand en 1977.
En 1979, le groupe chante Die goldene Acht, le générique du film Die Abfahrer d'Adolf Winkelmann. En 1982, Helmut Grössing devient le batteur du groupe.
En 1985, les Schmetterlinge deviennent un groupe de comédiens dans la revue Nix is fix à l'Akademietheater de Vienne. La même année, Willi Resetarits et Helmut Grössing quittent le groupe ; Willi Resetarits crée le personnage de Kurt Ostbahn, Grössing l'accompagne. En 1987, le groupe fait une grande tournée dans les grandes villes allemandes en reprenant Proletenpassion. Dans les années 1990, le groupe ne donne plus que quelques concerts jusqu'en 2001. En 2008, il se reforme pour quelques concerts sans Willi Resetarits.
Le 24 mai 2013, Erich Meixner, membre fondateur, meurt d'un cancer.

## Discographie

### Albums
- 1973 : Schmetterlinge
- 1975 : Lieder fürs Leben
- 1977 : Proletenpassion (triple album)
- 1977 : Beschwichtigungs-Show
- 1978 : Alle Türen offen (& Oktober)
- 1979 : Bauern Bonzen und Moneten
- 1979 : Herbstreise
- 1981 : Jura Soyfer – Verdrängte Jahre
- 1982 : Die letzte Welt
- 1986 : Mit dem Kopf durch die Wende

### Singles
- 1971 : Tschotscholossa / Sano Duso
- 1971 : Frei, frei, frei wie ein Schmetterling / Tschotscholossa
- 1972 : Lord Raised His Voice / We’ve Got Together
- 1973 : Movie Queen / We Are Waiting
- 1973 : 500 Dollars / Hopeless Lovin'
- 1974: Deep Water / When the Ship Comes In
- 1975 : Luminal City / Partnerschaftslied
- 1977 : Boom Boom Boomerang / Mr. Moneymakers Musicshow
- 1985 : Said Soltanpour / Said Soltanpour (Instrumental)